# 香川県総合運動公園
香川県総合運動公園（かがわけんそうごううんどうこうえん）は、香川県高松市生島町にある運動公園。管理・運営は、2013年4月より指定管理者・いくしまスポーツチャレンジ共同体（穴吹エンタープライズ・香川県造園事業協同組合・ミズノ）が行っている。

## 概要
高松市の西部、生島湾に面した塩田跡地にある運動公園。北は瀬戸内海を臨み、南に五色台の山々が広がる。
1979年から香川県により公園整備が開始され、面積は30.9ha。野球やテニス等、球技の施設を中心に整備されており、このうち野球場にはネーミングライツが導入されている。

## 沿革
- 1979年（昭和54年） - 都市計画決定、整備開始
- 1982年（昭和57年） - 野球場開場
- 1987年（昭和62年） - 第二野球場、テニス場、サッカー・ラグビー場完成
- 1988年（昭和63年） - 管理事務所を整備
- 1991年（平成03年） - 園地、園路の整備が完成
- 1993年（平成05年） - 東四国国体開催
- 2000年（平成12年） - 野球場の愛称が「オリーブスタジアム」に決定。オリーブは小豆島の特産品。
- 2001年（平成13年） - 相撲場を設置
- 2007年（平成19年） - 野球場（オリーブスタジアム）にネーミングライツ導入。愛称「サーパススタジアム」となる。
- 2009年（平成21年） - ジャパンラグビートップリーグ公式戦香川県内初開催。
- 2010年（平成22年） - 5月より野球場の愛称が「レクザムスタジアム」となる。

## 公園内にある施設
- 香川県営野球場 - 香川オリーブガイナーズ本拠地
- 第二野球場
- サッカー・ラグビー場
- 第二サッカー・ラグビー場
- 相撲場
- テニス場
- 多目的広場

園内のモニュメントとして2025年（令和7年）に三菱UFJ銀行から流財団に寄贈された流政之の彫刻「風の石笛」が設置されている。

## 主な開催競技会・イベント
- 陸上競技 - 全国高等学校駅伝競走大会香川県大会、香川駅伝競走大会
- 野球 - プロ・社会人・大学・高校公式戦
- サッカー - JFL公式戦、天皇杯全日本サッカー選手権大会
- ラグビー - ジャパンラグビートップリーグ公式戦、全国高等学校ラグビーフットボール大会香川大会

## 交通
- バス - ことでんバス小坂・総合運動公園前バス停下車。
- 自動車 - さぬき浜街道